# Celrà
|  | Per a altres significats, vegeu «Celrà (Orellà)». |

Celrà és un municipi empordanès adscrit a la comarca del Gironès i emplaçat a la plana del Ter un cop ha depassat Girona, la capital provincial, al norest. El nom de la població ha tingut diferents variants, des del Celerano de l'any 922, el Salrà dels segles xvii al xix, fins al Celrà actual.
El símbol de la població és un sol, sense conèixer amb exactitud la relació amb el nom del municipi. No obstant això, des del segle xvii fins a l'actualitat, el sol ha figurat als documents oficials de l'ajuntament. A la façana de l'església, acabada el 1803, figura esculpit aquest astre.
Per la proximitat a Girona i l'impuls sostingut del desenvolupament econòmic i cultural del municipi, la població experimenta un creixement notable a partir del 2004. El 2023 tenia 5.486 habitants censats.

## Geografia
- Llista de topònims de Celrà (Muntanyes, serres, collades, indrets, rius, fonts, cases, masies, esglésies, etc).

| Entitat de població | Habitants (2023) |
| Celrà               | 5.375            |
| Mas Verai           | 33               |
| Mas Serra           | 17               |
| Palagret            | 16               |
| Mas Blanc           | 11               |
| Indústria           | 10               |
| Mas Valls           | 8                |
| Cal Tinent          | 7                |
| Mas Castell         | 6                |
| Mas Padró           | 3                |
| Congost             | 0                |
| Balmes              | 0                |
| Font: Idescat       |                  |

El municipi de Celrà és de la comarca del Gironès i aglomera la població en el nucli principal de Celrà al voltant de la carretera C-66 que uneix Girona amb la Bisbal. Al nord de la carretera s'hi ha desenvolupat un ampli polígon industrial. Demogràficament hi ha diversos disseminats que no assoleixen una significació respecte al total de la població. El municipi limita al nord amb Sant Julià de Ramis, essent el riu Ter el seu límit natural, al sud i sud-oest amb Girona i a l'oest amb Sarrià de Ter i per l'est amb els municipis de Bordils i Juià. Es distingeixen dues zones: una de muntanyosa, al sud i dins del massís de les Gavarres, amb el punt més alt al Puig d'en Batet (382 m) i una altra de plana (Pla de Celrà) formada per la llera del riu Ter i dels seus afluents. El Ter rep aigües dels rierols de Palagret (que recull les aigües dels torrents de Goda, Infern, Bou Vell i Mavalls), Vermell, Palahines, Llop, Valltorta i Farreres. Igual que altres poblacions de la comarca, gaudeix d'un clima temperat, amb uns hiverns no excessivament freds i amb estius secs i calorosos. La pluviositat anual ronda els 500-600 ml, i es concentra en els mesos de maig, octubre i novembre.

## Demografia
| 1497 f | 1515 f | 1553 f | 1717 | 1787 | 1857  | 1877  | 1887  | 1900  | 1910  |
| ------ | ------ | ------ | ---- | ---- | ----- | ----- | ----- | ----- | ----- |
| 91     | 102    | 76     | 437  | 767  | 1.717 | 1.689 | 1.755 | 1.579 | 1.699 |

| 1920  | 1930  | 1940  | 1950  | 1960  | 1970  | 1981  | 1990  | 1992  | 1994  |
| ----- | ----- | ----- | ----- | ----- | ----- | ----- | ----- | ----- | ----- |
| 1.917 | 2.066 | 1.977 | 2.083 | 2.160 | 2.326 | 2.129 | 2.436 | 2.467 | 2.467 |

| 1996  | 1998  | 2000  | 2002  | 2004  | 2006  | 2008  | 2010  | 2012  | 2014  |
| ----- | ----- | ----- | ----- | ----- | ----- | ----- | ----- | ----- | ----- |
| 2.522 | 2.450 | 2.635 | 2.860 | 3.218 | 3.783 | 4.329 | 4.638 | 4.914 | 5.053 |

| 2016  | 2018  | 2020  | 2022  | 2024  | 2026 | 2028 | 2030 | 2032 | 2034 |
| ----- | ----- | ----- | ----- | ----- | ---- | ---- | ---- | ---- | ---- |
| 5.303 | 5.390 | 5.561 | 5.503 | 5.561 | -    | -    | -    | -    | -    |

## Història
La primera referència escrita on apareix el nom de Celrà data del 922, any en què el rei franc Carles III de França reconegué al bisbe Guiu de Girona les possessions que tenia, entre altres llocs, a Celrà i Palagret (Celerano et in Palacroto).
A l'inici del segle x la seu episcopal gironina gaudia de la senyoria més important del territori, encara que també hi existien abundants terres lliures o alous en mans de pagesos i altres petits propietaris. D'aquesta època data l'adquisició de terres per part de Sunyer Llobet de Cervià i la seva muller Avierna que adquiriren l'any 995, per quatre mancusos d'or, tota una heretat amb casa, closos, vinyes, arbres, erms, prats i pastures. S'estenia en la seva major part pels indrets de la Vall i Riard.
Encara que no s'ha conservat l'acta de consagració, l'església dedicada a Sant Feliu esdevingué parroquial des d'almenys l'any 946, amb dotació de béns i drets pel manteniment del clergue que la dirigia. Als voltants de l'any 1000, el terme de l'avui municipi de Celrà comprenia les antigues vil·les de Celerano, Palacroto, Olmedo i Riard.
Per l'acta d'adveració sacramental del testament de Silvi Llobet, senyor de Cervià, datada el 1024, hi ha constància de l'existència d'una primitiva esglesiola dedicada a sant Feliu, ja que llegà tres mancusos per poder acabar el seu campanar.
Resta documentat que a començaments del segle xi, a part dels dominis del bisbe i d'algun altre senyor, que el comte Ramon Borrell posseïa propietats en el poble. En morir, la seva muller Ermessenda de Carcassona i el seu fill Berenguer Ramon I donaren al monestir de Sant Daniel, acabat de fundar per la comtessa, els alous o terres lliures que tenien a les vil·les de Celrà i Riard.
Són també d'origen antic les possessions del monestir de Sant Esteve de Banyoles per donació feta per Sandredus d'Aiguaviva, les quals junt amb altres béns foren objecte de reconeixement i d'immunitat a favor de l'esmentat cenobi en una butlla concedida pel Papa Benet VIII al segle xi. Aquests béns permeteren cobrar censos al monjo cambrer fins a la desamortització del segle xix.
Malgrat que la major part del terme restava en mans de senyors laics o eclesiàstics que necessitaven el treball dels camperols sense terres per poder-les conrear, també hi havia petits alous o terres lliures en mans de pagesos. El tinent de l'alou el podia transmetre lliurement, com així feren els esposos Sicars i Alcedúlia l'agost de 1037 quan vengueren la seva finca per un mancús al Capítol de la catedral.
Fou l'any 1088 quan el bisbe Berenguer Guifred permutà totes les propietats que tenia a Celrà, entre elles el temple parroquial i la sagrera que l'envoltava, amb la Canonja de la Catedral de Girona a canvi d'unes terres que aquesta posseïa a La Bisbal d'Empordà.

## Política
El 18 de setembre del 2012, Celrà es proclama Territori Català Lliure, marcant un punt d'inflexió en la consolidació de la CUP (Candidatura d'Unitat Popular) al municipi.
Daniel Cornellà Detrell va entrar com a regidor de la CUP a l'oposició de Celrà a les eleccions del 2007. Als comicis del 2011, però, un pacte entre iCelrà i la CUP va donar l'alcaldia a la CUP durant la primera part de mandat, posant Cornellà al capdavant. Tant a les eleccions del 2015 com a les del 2019, la seva llista va obtenir majoria absoluta. Al 2019, la CUP obté vuit dels tretze regidors.
En els comicis del 2019, en què Cornellà anava de cap de llista, la CUP va obtenir dos escons a la circumscripció de Girona. Per això, en aplicació del principi de no duplicitat de càrrecs, Daniel Cornellà deixa el càrrec d'alcalde de Celrà en ser escollit diputat. El relleva l'actor David Planas i Lladó, que torna a aconseguir la majoria absoluta el 2023.
Celrà fou un dels municipis investigats per l'Audiència Nacional espanyola per haver aprovat una moció de suport a la declaració de ruptura del Parlament de Catalunya del 9 de novembre de 2014. El consistori va decidir no contestar les notificacions de l'Audiència Nacional. També fou notícia quan l'exèrcit va decidir fer-hi unes maniobres el 2017.

## Llocs d'interès

### Nucli antic
El nucli antic té el seu origen en la sagrera medieval conformada a partir del segle xi, trenta passes a redós de l'església parroquial. En aquest espai, sotmès a la jurisdicció eclesiàstica, a més del cementiri a tocar l'església, s'hi edificaren en un principi cellers i aixoplucs on guardaven les collites i estris els pagesos de la rodalia per evitar els actes de pillatge d'una incipient i cada vegada més violenta senyoria feudal. L'estatut de lloc sagrat donava recer i protecció a tothom qui s'hi refugiés. Els límits de la sagrera venien determinats, més o menys, pels actuals carrers de Maria Cristina, Baixada de la Doma, Travessera Ronda de Baix i Ronda de Baix.

### Carrer Major

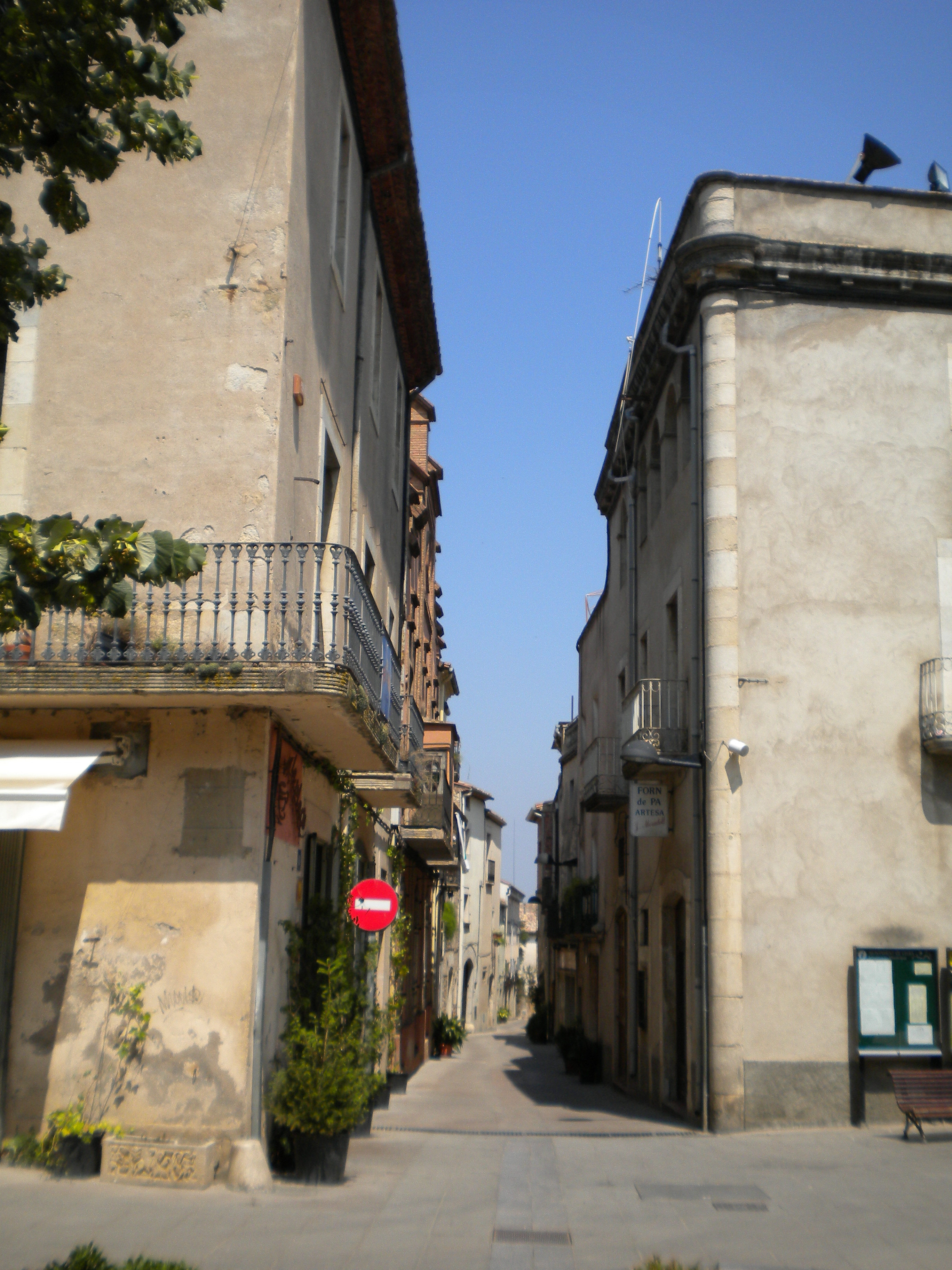
Carrer Major de Celrà

El Carrer Major, anys enrere fou el centre dels comerços de la vila i avui resta pràcticament tancat al comerç per la nova urbanització de la vila, que ha desplaçat el centre cap a altres indrets.

### Antic camp d'aviació
El camp d'aviació de Celrà es va començar a construir el novembre de 1936 en plena Guerra Civil espanyola. Va ser operatiu de principi de 1937 al febrer de 1939 i va patir un total de deu bombardeigs.
Ubicat a la zona republicana, en un primer moment tenia la missió de protegir la costa gironina de possibles atacs del bàndol franquista, a més de servir de centre de reentrenament i de distribució de pilots a les unitats en actiu que en necessitaven. A partir de l'abril de 1938 la zona republicana va quedar dividida en dues parts. En aquest moment el camp va prendre més importància i va esdevenir una de les principals bases dels bombarders Tupolev SB-2 (Katiuska) de l'exèrcit republicà.
El Centre d'interpretació del camp d'aviació es va inaugurar el divendres 18 de novembre de 2011 en el centre cultural de la Fàbrica Pagans. En un espai expositiu de 100 m² el visitant es pot endinsar-se en la història del camp. S'hi projecta un muntatge audiovisual, on experts en la matèria i diferents testimonis que van viure aquest període de la història s'alternen.

### Teatre Ateneu
L'Ateneu va ser construït el 1913 pels propietaris de la fàbrica Brillas i Pagans en benefici dels seus treballadors. L'orfeó popular «Unió Celranenca» va ser possible gràcies a aquest equipament. El 1992 l'Ajuntament de Celrà va adquirir l'edifici i amb una important reforma el va convertir en el Teatre Ateneu, que des de llavors acull regularment funcions de teatre, cinema, música i dansa.bA final de 2008 es va reinaugurar el teatre totalment remodelat.

### Fàbrica Pagans
La Fàbrica Pagans va néixer el 15 de desembre de 1902 amb la constitució de la societat mercantil col·lectiva Brillas i Pagans, propietat de Pere Pagans i Lladó i de Josep Brillas i Martí. Va començar com una petita fàbrica per a l'elaboració i venda d'extractes tànics per adobar pells. El 1903 s'hi va incorporar un nou soci, Albert Fontana Almeda, fill d'un negociant de productes químics, fet que va provocar un canvi en el nom de la societat: Brillas, Pagans i Cia.
A partir de la Primera Guerra Mundial amb l'increment de les comandes d'extractes per part dels països bel·ligerants, es va decidir ampliar les instal·lacions. El 1915 es va encarregar el projecte de la nova fàbrica a l'arquitecte Isidre Bosch i Batallé, el qual va presentar un projecte molt influenciat pel modernisme industrial al pas del segle xix al segle xx.
Després de diversos canvis en l'estructura legal, el 1921 la societat va prendre com a nom definitiu Extractos Curtientes y Productos Químicos S.A., arran de la fusió dels dos negocis que gestionava: el d'extractes tànics i el de productes químics. Des d'aquesta data fins als anys cinquanta l'empresa va tenir una època de prosperitat i va arribar a tenir prop de tres-cents treballadors. Cap a la meitat dels anys cinquanta va començar un període de decadència, per mor de la competència dels productes químics de síntesi, que va culminar amb el tancament definitiu el 1971.
A principi dels anys vuitanta els edificis van ser cedits a l'ajuntament amb l'objectiu de preservar-los, rehabilitar-los i qualificar-los d'equipament públic. S'enderrocaren algunes edificacions que no tenien gens d'interès arquitectònic i a mitjans dels noranta es va fer una forta aposta per recuperar el que quedava del conjunt fabril. El conjunt d'edificis de l'antiga Fàbrica Pagans són un bon exemple de l'arquitectura industrial modernista de la darreria del segle xix.
Un cop rehabilitada i adaptada a nous usos, «la Fábrica» —com es coneix popularment— esdevé la seu del centre cívic municipal, que inclou espais per a servei de bar restaurant i per a diversos tallers —ceràmica, escultura, pintura, informàtica… - i l'emissora de Radio Celrà.

### L'església de Sant Feliu

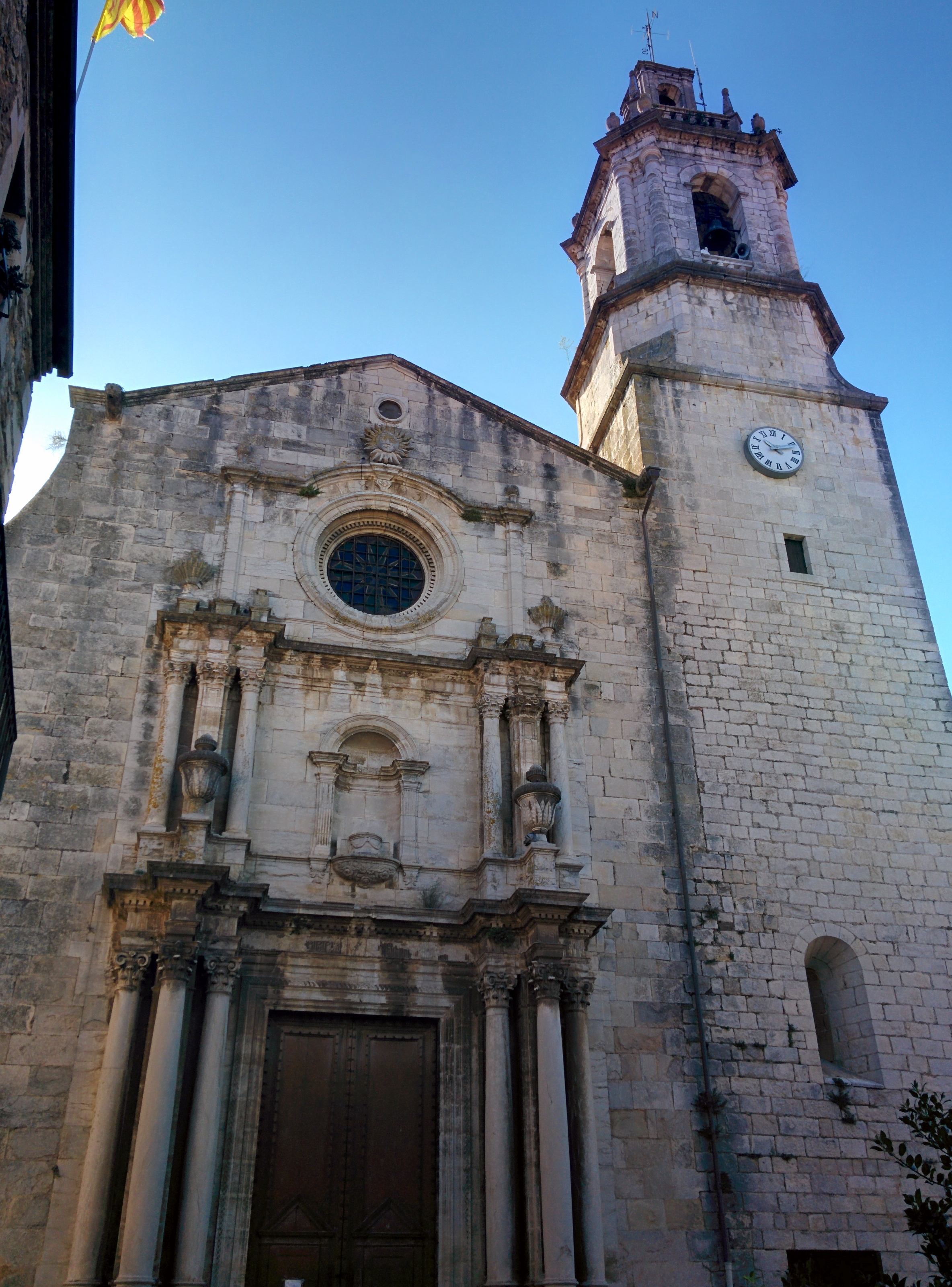
Església parroquial de Sant Feliu de Celrà

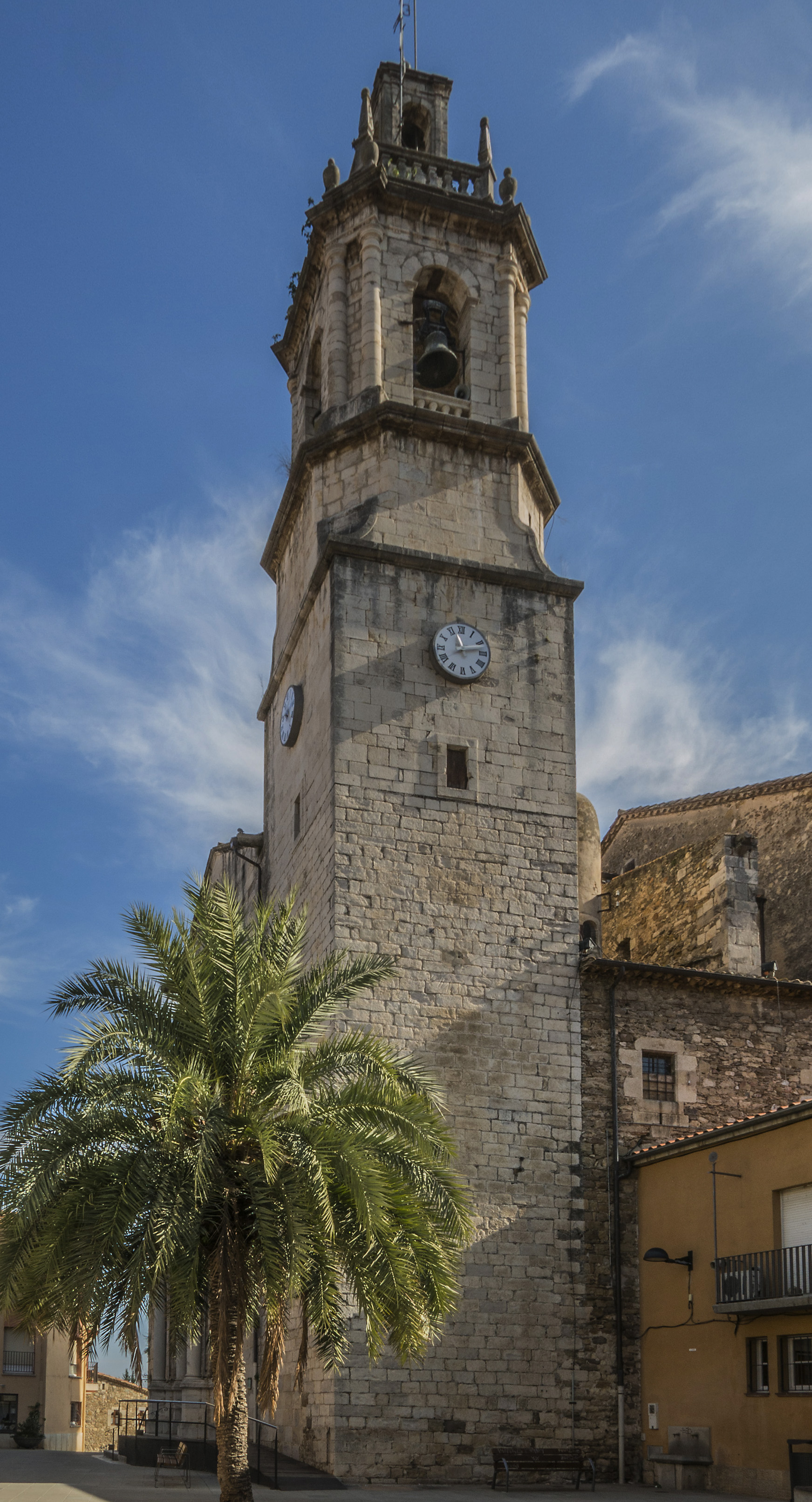
Campanar de Sant Feliu

La notícia documental més antiga sobre el temple parroquial és de l'any 1024, quan Sunyer Llobet, castlà de Cervià, feu una donació perquè els mestres d'obres de Sancti Felicis de Celrano poguessin acabar la construcció del campanar. Anys després, el 1088, el bisbe de Girona Berenguer Guifred va fer donació d'aquest temple de Celrà a la Canònica gironina juntament amb totes les propietats que li eren pròpies.
Així doncs, a l'inici del segle xi, Celrà comptava amb un temple romànic, segurament de tres naus i amb un imponent cloquer. Aquest temple romànic amb algunes petites modificacions o ampliacions perdurà en aquesta estructura bàsica fins al segle xviii però sols se n'ha conservat una finestra de doble esqueixada i la pica baptismal a l'actual Sant Feliu de Celrà.
El temple fou embellit en segles següents i en les capelles laterals s'hi anaren construint diferents altars. Així, entre els segles xiv-xvi, a l'església hi ha els altars següents, testimoni de les advocacions de l'època: altar Major (amb retaule abans del 1420), altar de santa Maria, altar de sant Joan, altars de sant Sixt i sant Hou i, a partir de 1690, l'altar del sant Crist.
L'any 1689, en ple segle xvii es va construir el retaule barroc de l'altar major que va presidir el temple durant molts anys, i en el qual es van instal·lar l'any 1696 dues imatges d'argent per a guardar-hi les relíquies de sant Sixt i Hou de Celrà, obra de l'argenter gironí Josep Puig.
Al llarg del segle xviii, en una època de redreçament econòmic i demogràfic de la població, es va anar construint progressivament el temple en la forma que té avui en dia. Hom començà construint dues capelles laterals el 1731-1732 i dues més en els anys següents. Dirigí l'obra Francesc Savall, mestre de cases del poble. Aquest procés constructiu culminà l'1 de gener de l'any 1780, quan el nou temple parroquial va ser beneït per l'aleshores bisbe de Girona Tomàs de Lorenzana, acompanyat pel celranenc Francesc Veray, canonge i visitador general. Finalment l'obra del temple fou culminada l'any 1803 amb l'acabament de la façana exterior, si bé l'obra del campanar no va concloure's fins al 1853.
És d'estil renaixentista, de planta de creu llatina amb una cúpula semiesfèrica al centre del creuer, sis capelles laterals, i amb una galeria que transcorre per bona part del primer pis del temple. Un campanar, majestuós, corona l'edifici. L'esclat de la Guerra Civil l'any 1936 va comportar la destrucció del retaule barroc de l'altar major i també de bona part dels altars laterals, que eren: el de la Divina Pastora, Dolors, Sant Isidre, Sagrat Cor, Roser i Sant Josep i sant Roc, molts d'ells seus de les respectives confraries.
El retaule de l'altar major que hom pot contemplar avui, presidit per les figures de sant Feliu i dels màrtirs Sant Sixt i Sant Hou, fou consagrat pel bisbe Narcís Jubany i Arnau en època del rector mossen Ferriol, el 30 d'agost de l'any 1964 i havia estat construït en els tallers de Ramón Pericay de Barcelona, en una època en què també es construïren els nous altars de les capelles laterals (Puríssima, Dolors, sant Isidre, Sagrat Cor, Roser i sant Crist). Pocs anys abans, el 1956, s'havien col·locat en el campanar les dues campanes que encara avui toquen les hores.

### Mines
L'any 1892 el barceloní Arístides de Artiñano inicia unes prospeccions que van semblar engrescadores, fins al punt que el juny d'aquell any s'inscrivien dues mines de mineral de ferro amb els noms de «Niño Jesús» i «Victoria Esperanza». El mineral de ferro que s'hi va trobar era del tipus hematites vermella i hematites terrosa, amb una proporció de ferro del voltant d'un 50%. Al mateix any, juntament amb altres accionistes es crea la societat Minas de Celrá. L'entusiasme inicial va fer que s'enregistressin altres mines, tant de ferro com d'altres minerals, però les úniques que es van explotar amb profusió van ser les dues primeres.
Minas de Celrà explota les mines fins a l'any 1900, en què es constitueix una altra societat: Hierros de Celrá. Aquesta, perfecciona l'explotació dotant-la d'infraestructures que en milloraran l'extracció del mineral, com va ser treure el mineral de les galeries amb vagonetes i la construcció d'un tramvia aeri que portava el mineral des de la mina fins a l'estació del ferrocarril MZA de Celrà. De l'estació, el mineral es duia fins als ports marítims on s'embarcava en vaixells fins al seu destí que principalment eren foneries franceses.
El 1913 s'arrenden les mines a la societat Minas de Hierro de Malgrat que continua l'extracció de ferro barrejant-lo amb l'extret a Malgrat de Mar. Quan aquesta societat tanca l'explotació, les mines queden en estat d'abandó fins que es tanquen definitivament el 1918. L'explotació de les mines de ferro va durar 26 anys. Els motius que en justifiquen la fallida serien, bàsicament, tres: l'escassa proporció de ferro que s'extreia, la quantitat de mineral que va calcular poder extreure no es va acomplir i, per acabar, les dificultats del transport fins a les foneries, que encaria enormement el mineral.
El tancament de les mines no va trasbalsar la vida del poble, ja que la majoria dels treballadors havien vingut de fora de Catalunya, sobretot del País Valencià i Múrcia. Alguns d'ells es van casar amb noies del poble, s'hi establiren definitivament i entraren a treballar a la fàbrica Pagans.
En l'actualitat queden com a vestigis d'aquella explotació les galeries que es van construir a cada mina, així com les restes d'alguns dels cavallets del tramvia aeri.

### Torre Desvern
La Torre Desvern, la Torre Desbach o, simplement, la Torre, és en un lloc proper al castell dels Escala, encara que més enlairada. L'esvelta i consistent torre romànica amb finestral trifori del mateix estil, els capitells del qual s'atribueixen a l'Arnau Gatell de l'escola de Girona, i almenys una de les peces annexes de la planta baixa daten del segle xii.
Aquesta casa forta pertanyia en el segle xiii al domini senyorial anomenat de Vall, el qual restava en mans de la família de cavallers o milites que portaven per cognom el del poble. A mitjan segle xiv la senyora del patrimoni es deia Francesca, vídua del cavaller Francesc Arnau de Biure, i, per això, en alguns pergamins de l'època es coneixia com a Torre de Biure. Posteriorment, la Torre va ser adquirida per la família Desvern de Girona, i no serà fins al 1720, quan Josep Guinart la comprarà i la convertirà en una masoveria. L'Ajuntament l'adquirí la dècada de 1990 i és de titularitat municipal.

### El castell de Palagret o de Mabarrera
Fa pocs anys les seves ruïnes restaven emboscades i oblidades dalt d'un turó, damunt la riera i un antic camí d'accés a Girona a través de les Gavarres, en plena vall de Palagret. Després que l'Ajuntament, en els primers anys d'aquest segle, l'adquirís de mans particulars hi ha organitzat diverses campanyes d'excavació, les quals han suposat la recuperació gairebé total de les restes arqueològiques.
La fortalesa que data dels segles x o xi és de planta quadrangular, lleugerament trapezoïdal, de divuit a vint-i-un metres segons el costat. A l'angle sud-oest s'hi endevina una estança que podria correspondre a la torre del castell. Al costat nord, est i oest s'hi estén el fossar que l'envoltava tallat a la roca.
El senyoriu de Palagret fou inicialment del bisbe, primer en mans d'Elmerand d'Elna (916-920), per passar el segle xi a la Canònica de la catedral. L'any 1199 el feudatari Ramon de Peratallada el transmeté a Bernat de Sitjar junt amb altres pertinences que tenia en la parròquia de Celrà. A la darreria del segle xiii en morir Saurina de Palagret, el domini passà a ser administrat directament per la pabordia del mes de juny de la catedral.
El lloctinent o castlà del Capítol de la catedral al castell de Palagret era en començar el segle xiv Ramon Loreta i va retre homenatge i reconeixement de submissió al clergue Arnau Ponç, procurador de Dalmau de Pontós, canonge encarregat de l'administració de l'esmentada pabordia. L'obligació de residir al castell per part de la família Loreta anava inherent al càrrec, perquè a un seu descendent anomenat Lluc el batlle de sac del castell, Pere Lloberas, li imposà una pena per a no residir-hi. El batlle era el recaptador de les rendes que generaven els béns i drets de la senyoria i solia ser un dels pagesos importants del territori. Els Lloberas no es desprengueren de la batllia fins al 1527 per venda que feren a favor d'Anton Pujol, paraire de llana del mateix Celrà. Trenta anys després Grau Guinart, pagès, comprà els drets de la batllia per 100 lliures. Des d'aleshores i fins al segle xix els successius hereus de can Guinart d'Orriols o de la Vila desenvoluparen aquesta funció a compte de la Canònica de la seu.
Per les restes de ceràmica trobades en la primera excavació degué ser abandonat abans del 1500. D'aquesta etapa deriva el nom popular de castell de Mabarrera, en quedar integrat dins les terres del mas Barrera les ruïnes del qual es troben molt a prop.

### El castell de Barbavella
En queden unes escadusseres ruïnes dalt d'un turó situat més a munt de can Clar del Mas, abans d'arribar a can Corney, a la dreta del camí. La construcció seria de dimensions reduïdes, a manera de torre de guaita, la qual també podia servir de refugi per una petita guarnició armada. Dins dels seus murs, en el decurs dels anys 1415 i 1416, s'atorgaren diversos capbreus per part dels pagesos sufraganis de la senyoria.
Les possessions que tenien a Celrà els senyors de Cervià possibilitaren la construcció del castell al segle xi. En la segona meitat del segle xii passà a mans d'Arnau de Palol, senyor també del castell de Palol d'Onyar. Un segle després els dominis de Barbavella, entre ells diversos molins fariners a la llera del Ter, foren adquirits per Arnau Ponç, clergue i jurista de Girona. Aquest, en testar el 21 de juny de 1296, llegà la senyoria a l'Hospital Nou o de Santa Caterina, institució fundada el 1211 per la confraria de Sant Martí per a atendre els pobres i malalts de Girona i contorns.

### El Castell de Sant Miquel
Al cim del Puig Castellar, en l'actualitat dins el terme municipal de Girona, però fins a l'any 1974 municipi de Celrà, es poden observar encara avui les alteroses restes de l'ermita de Sant Miquel, coneguda popularment com a castell de Sant Miquel.
Aquesta ermita, a l'inici dedicada a Santa Maria i Sant Miquel, va ser fundada a mitjan segle xv. En concret, fou Andreu Alfonsello, vicari general del bisbe gironí Bernat de Pau (1436-1457), que atorgà la llicència de construcció al prevere del capítol de la Seu gironina Joan de Dons el 24 de maig de 1451, a més d'ordenar que fos proveïda de tot el necessari per al desenvolupament del culte (ara consagrada, retaule, calze, ornaments, sagrats…). Aquesta obra no es degué acabar fins al final d'aquest mateix segle xv, ja que en sengles documents dels anys 1478 i 1489, els aleshores bisbes de Girona encara concediren indulgències a totes les persones que ajudessin a l'acabament de l'ermita i a dotar-la de llibres i ornaments sagrats.
Va ser utilitzada durant els setges que va sofrir la ciutat de Girona (1808-1809) per les tropes napoleòniques a causa de la situació estratègica. A partir d'aquesta època degué quedar progressivament abandonada, si bé a mitjan segle xix s'instal·là prop de l'ermita una construcció de suport per al telègraf òptic, un sistema de comunicacions inaugurat l'any 1844, i que unia les poblacions de Girona i el Pertús. Aquest sistema va estar en funcionament entre els anys 1848 i 1862.
Després de restar molts anys abandonat i ruïnós, va ser rehabilitat el 2003 per l'Ajuntament de Girona i la Diputació.

### Castell de Celrà
La fortificació que en principi rebé el nom del poble ha estat conegut històricament pel cognom de les diverses famílies que l'han posseït al llarg dels segles: castell d'Aguiló, castell o casa dels Escala, casa o força dels Foixà i, finalment, can Serra del castell.
Cal cercar-ne el naixement entre els segles x i xi, utilitzat com a seu del domini de les terres reconegudes pel comte de Girona a la seu episcopal gironina. L'edificació, sotmesa a un profund procés de reconstrucció, comprèn una torre de l'homenatge circular lleugerament descentrada cap a l'angle sud-est, enmig d'un recinte cobert gairebé quadrangular de dinou o vint metres de façana.
En la segona meitat del segle xi, el vassall Guillem Sunyer va jurar fidelitat al bisbe Berenguer Guifré i li prometé ajuda contra els seus enemics amb la fortificació de Celrà que posseïa el seu nebot. El 1238 la vídua de Pere d'Escala i el seu fill Bernat adquiriren el feu d'Arnau de Púbol per 180 marcs de plata. Els Escala eren una família ennoblida de Girona, la qual en el segle xiii, com d'altres gironins enriquits, adquirien propietats en la ruralia dels contorns de la ciutat. Quan morí en la segona meitat del segle xvi Caterina d'Escales, muller de Bernat Alemany de Foixà-Boixadors i senyor del castell de Foixà, l'honor passà a mans del seu fill Gaspar. Els Foixà conservaren la propietat fins al segle xix.

### Les rajoleries
En el segon decenni del segle xxi en queden les restes de dos: la de can Veray i la del bosc de can Taberner. Fins que s'urbanitzà la zona residencial del polígon industrial en quedaven dues més: la d'en Tet Medinyà, situada al costat de Cal Cuc i la d'en Pere Plana al costat de la riera de Palagret.
La de can Verai. Situada al costat dret del camí que porta a la casa. Es conserva en bon estat l'arc de la boca del forn. La del bosc de can Taberner. Es conserva en bon estat el forn de cocció, que tenia dues boques. En queda al costat la resta d'una edificació que devia servir d'habitatge i per guardar peces seques sense coure. També existien dues basses, una d'elles al costat de la rajoleria. A la paret del forn hi ha una data: 1849. La d'en Pere Plana. Va ser construïda el 1943. Avui no en queda cap resta. Estava situada al costat de la riera de Palagret.

### Bòbiles
Una bòbila no és més que una rajoleria modernitzada. És a dir, la massa de fang es pasta de manera mecànica. Aquesta mecanització permet de fer peces d'obra amb forats. N'hi havia dues a Celrà:
- La de can Galter. Al mateix lloc, el 1929 ja hi havia una rajoleria. El 1941, en Lluís Thomas Galter, hi va edificar una bòbila. Avui només en queden la xemeneia del forn, la resta està molt malmesa.
- La de can Bosser, que era al costat esquerre de la carretera de Juià, a uns cent metres del cementiri. Abans de transformar-se en bòbila, el 1950, hi existia una rajoleria construïda el 1925 per Josep Garreta. No en queda cap resta.

### Forns de calç
En queden les restes de quatre. Dos, molt ben conservats, són a l'espai conegut com el bosc de can Taberner, al paratge de Palagret, un tercer dins l'era de can Gich i un altre, que pertanyia a l'antic mas Prim, a Mavalls.Tenim documentat que de 1866 fins a 1884, Jaume Renart treballava als forns de calç de Celrà.

## Festes

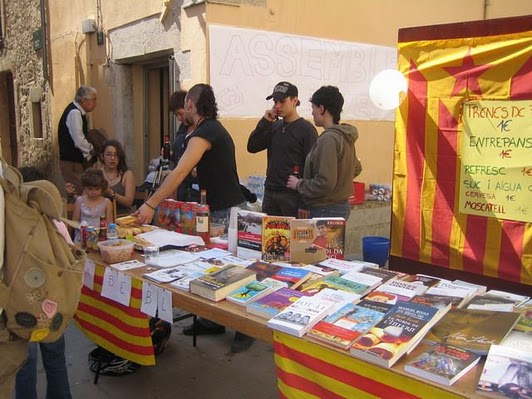
Paradeta de l'Assemblea de Joves de Celrà a la Fira d'Entitats de l'any 2007

- Visita dels patges reials i recollida de cartes a la «Bústia Màgica»: gener
- Cavalcada de reis: 5 de gener
- Carnestoltes - rua: Febrer o Març
- Aplec de la Sardana: segon diumenge de Març
- Fira d'entitats i Sant Jordi: diumenge d'Abril pròxim al dia 23
- Festa Major: primer cap de setmana de Maig
- Festes de final de curs de l'Escola l'Aulet i l'Escola les Falgueres: juny
- Festa dels Comerciants de Celrà a la piscina municipal: juny
- Festa del barri de Sant Feliu: Primer dissabte de Juliol
- Festival "Tastets culturals i gastronòmics"
- Festa Petita de Sant Hou: Tercer dissabte de Juliol
- Festa del Segar i el Batre a la Torre Desevern: Juliol
- Festa d'Estiu: a final de Juliol
- Homenatge a la vellesa: Últim cap de setmana de Setembre
- Correllengua: Primer cap de setmana d'Octubre
- Festa del Bernat Banyut: Octubre
- Festa de la màgia i el bolet. Segon cap de semana de Novembre
- Festival "Desembre en Dansa"
- Pastorets (al teatre l'Ateneu a la fi de desembre)
- Pessebre Vivent al barri vell: 26 de desembre

## Equipaments públics

### Centres educatius
- Escola L'Aulet
- Escola Les Falgueres
- Institut de Celrà
- Escola Bressol "Trapelles[22]
- Escola Bressol "Els Gínjols

### Escola Municipal de Dansa
L'Escola Municipal de Dansa és un servei de l'Ajuntament de Celrà que té com a objectiu donar la formació de base per a la pràctica de la dansa i esdevenir un servei educatiu i formatiu de qualitat, fomentar el gust per aquesta activitat artística i ser un punt de partida per la sensibilització dels infants com a futurs espectadors de dansa o per qui vulgui iniciar el seu itinerari professional en aquesta disciplina artística.
L'Escola Municipal de Dansa de Celrà vol fer un pas important amb unes noves instal·lacions i un nou marc conceptual com a centre conveniat amb el Departament d'Educació de la Generalitat de Catalunya, que consolidarà l'ensenyament de la dansa a Celrà i ens ajudarà a tenir un escenari territorial més ampli arreu de les comarques gironines.

### Escola de Música del Gironès
L'Escola de Música del Gironès, homologada pel Departament d'Ensenyament de la Generalitat de Catalunya, imparteix el grau elemental de llenguatge musical, piano, violí, violoncel, contrabaix, flauta travessera, flauta de bec, guitarra, saxòfon, tible, tenora… a Celrà.
L'escola es va fundar el curs 1989-90 amb l'objectiu de portar els estudis musicals a poblacions petites, i fer-ho amb les mateixes condicions de qualitat que a les poblacions de més habitants. Per fer-ho efectiu les onze aules de l'escola es reparteixen per deu municipis de la comarca. La seu central està ubicada a les dependències del Consell Comarcal del Gironès, ens titular de l'escola, tot i que les matriculacions es poden realitzar qls respectius ajuntaments que disposen d'aules.

### Equipaments esportius
- Camp de futbol de gespa artificial
- Pavelló esportiu a la zona del Polígon
- pavelló esportiu a la zona de la Fàbrica
- Pistes de tennis
- Skatepark
- Piscines municipals

### Equipaments culturals

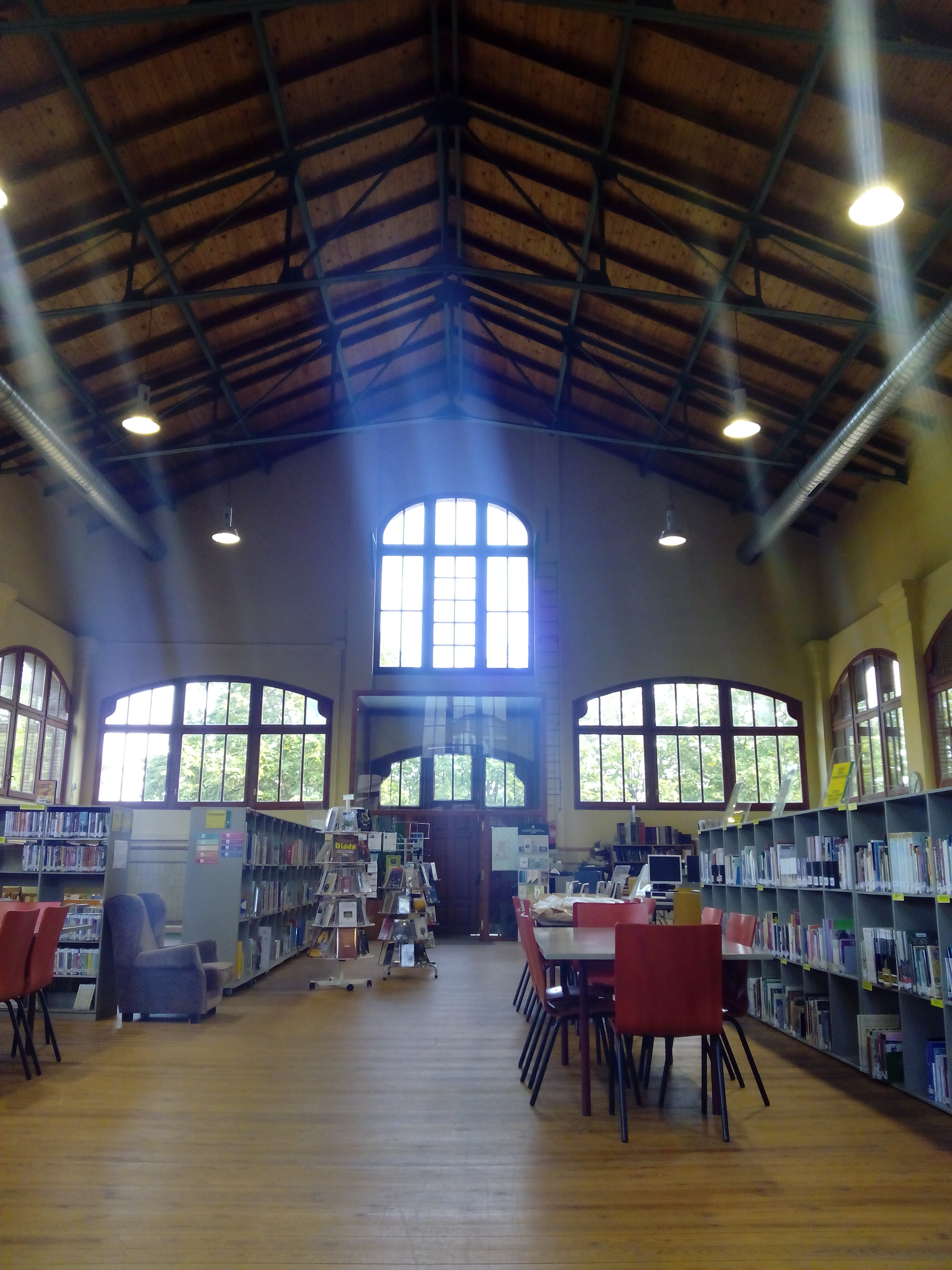
Interior de la Biblioteca municipal de Celrà

- Biblioteca[25]
- Centre Cívic La Fàbrica[26]
- teatre Ateneu[27]

### Serveis d'Atenció a les persones
- Casal de gent Gran Can Ponac[28]
- Centre de Promoció Econòmica[29]

### Ràdio Celrà
Ràdio Celrà va començar amb un grup de joves del poble que editaven la revista Carrer Major i varen tenir la idea de muntar una emissora de ràdio. Al 1983 tres estudiants d'enginyeria (Josep Reixach, Delfi Faixedes, Josep Brugués) varen muntar, a casa d'en Josep Reixach, un emissor mono de 3 watts de saleskit amb una petita taula de mescla i microfonia. Per poder comprar aquests equips varen tenir aportacions de particulars. Al 1984 quan la radio ja estava consolidada es va comprar un emissor Link de 20w. Des de l'ajuntament es varen proporcionar uns petits estudis situats a la carretera de Juià num. 88 els quals constaven d'una sala de control i un locutori. Tot el muntatge i disseny d'els estudis se'n varen encarregar en Josep Reixach, en Delfi Faixedes i en Josep Brugués.
L'equipament constava de: dues taules de so Ecler MAC4 (una per microfonia i l'altre per les diferents entrades d'audio), dos tocadiscs Technics de Panasonic, Platines de casset, reproductors de CD, un hibrid telefònic Ecler i un emissor Fm eslink series de 20 watts mono de Link Comunicaciones, al 1996 s'hi va incorporar un ordinador per l'emissio i el control.
Al tenir una producció propia continuada i força important: hi havien prop de 60 col·laboradors i hi estaven representades totes les trenta entitats culturals del poble tant bon punt va néixer l'EMUC (emissores municipals de Catalunya) Ràdio Celrà en va formar part. Hi havia més de 60 hores de producció pròpia setmanal connectant amb Catalunya Radio la resta d'emissió.
L'emissora és gestionada per l'associació Amics de Ràdio Celrà, una entitat sense afany de lucre creada el 1998 i que ha portat a terme la gestió i la coordinació d'activitats de l'emissora de Celrà des d'aleshores.
A partir de 2001, el tècnic de l'associació Jaume Banti es va encarregar del disseny i el muntatge de les instal·lacions tècniques dels nous estudis de l'emissora la qual va passar a tenir un locutori, una sala de control, un estudi de gravacions, una sala tècnica, una sala de producció o de reunions amb una qualitat professional. Es van digitalitzar els estudis apostant per una emissió per internet i serveis a la carta així com la informatització de tots els processos. Es va emetre en estèreo canviant l'emissor i s'hi va incorporar l'RDS. L'equipament consta d'una taula de so ASPA que funciona com a taula de so principal, una taula de so Behringer per a microfonia, reproductors de CD's, un processador d'efectes, diversos compressors de so i enrutadors de so, un PC de directes amb una targeta de so professional. També hi han diferents processadors de so i pc's per la emissió per a internet i de control de programació.
Els membres de l'associació, han representat l'emissora local de Celrà en trobades, actes institucionals i jornades professionals relacionades amb el món de la radiodifusió i la comunicació, amb especial esment de les organitzades per la Federació de Ràdios Locals de Catalunya. També han participat en la jornada «El Futur Digital de la Ràdio i la Televisió», organitzada pel Parlament de Catalunya el febrer de 2005.

## Entitats i associacions
- Acció Cultural
- Agrupació de Defensa Forestal
- Agrupació Sardanista de Celrà[30]
- Amics de Ràdio Celrà[31]
- Associació Porró Enlaire Falç Avall
- AMIPA Escola Bressol Gínjols
- AMPA Escola L'Aulet
- AFA Escola Les Falgueres
- AMIPA Escola Bressol Trapelles
- Associació de Comerciants[32]
- Associació Gambiana solidària
- Casal de la gent gran Can Ponac
- Casal Popular de Joves El Moll
- Celrà entre tots
- Celrà s'Engalana[33]
- Centre Excursionista de Celrà
- Cineclub 21
- CE Joventut Celrà[34]
- Club Patinatge L'Aulet[35]
- Club Petanca Celrà[36]
- Club Tennis Celrà[37]
- Club Rítmica Celrà
- Comissió de Festes de la ctra. Palamós
- Comissió de festes de Sant Feliu
- Coordinadora de Festes de Celrà
- Esplai Celrà
- Comissió de Reis de Celrà
- Connexió Papyrus[38]
- Cuiners i Cuineres Solidaris
- Els Pastorets de Celrà
- Galanthus
- Goges Celrà
- Grup Vocal Season[39]
- Jovent de Celrà
- L'Armari
- La Faktoria d'Arts Escèniques
- Penya Barcelonista de Celrà
- Pessebre Vivent de Celrà
- Sindicat d'Estudiants dels Països Catalans Ins. de Celrà
- Societats de Caçadors les Gavarres
- Taller d'Història de Celrà[40]
- Toc de Teatre[41]
- Tookadisc -Ultimate Frisbee
- Unió Cultural Esportiva Celrà[42]
- Escola de Dansa de Celrà.[26]

## Economia
L'economia de Celrà gira entorn de l'important polígon industrial que hi ha, destinat sobretot a empreses del sector químic tan importants com Laboratoris Esteve Química o Protein. Tot i això, també hi ha empreses d'altres sectors com la logística o el tractament de residus. A banda d'això, a Celrà hi ha hagut en els últims anys un fort creixement pel que fa a petites empreses destinades al comerç o als serveis, raó per la qual, ara aquest sector també té un pes representatiu en l'economia del poble.

## Política
Actualment l'ajuntament està governat per 8 regidors de la CUP.
Resum Eleccions Municipals a Celrà
| Candidatures | Candidatures                                                              | Reg. 2019 | % Vot 2019 | Vots 2019 | Reg. 2015 | % Vot 2015 | Vots 2015 |
| ------------ | ------------------------------------------------------------------------- | --------- | ---------- | --------- | --------- | ---------- | --------- |
|              | CUP-Alternativa Municipalista (CUP-AMUNT)*                                | 8         | 60,62      | 1.527     | 7         | 51,03      | 993       |
|              | Fem Celrà-Esquerra Republicana de Catalunya-Acord Municipal (FC-ERC-AM)** | 3         | 20,56      | 518       | 4         | 30,47      | 593       |
|              | Partit dels Socialistes de Catalunya-Candidatura de Progrés (PSC-CP)      | 1         | 10,56      | 266       | 0         | 0          | 0         |
|              | Junts per Catalunya (JxCat)***                                            | 1         | 6,87       | 173       | 2         | 13,72      | 267       |

* Resultats del 2015 corresponents a CUP-Poble Actiu (CUP-PA)
** Resultats del 2015 corresponents a I Celrà-Esquerra Republicana-Acord Municipal (I Celrà-ERC-AM)
*** Resultats del 2015 corresponents a Convergènica i Unió (CiU)

### Llista d'Alcaldes de Celrà

#### Democràcia[46]
2021-Actualitat: David Planas Lladó (CUP)
2015-2021: Daniel Cornellà i Detrell (CUP)

2013-2015: Gerard Fernandez Tatjé (I Celrà-AM)

2011-13: Daniel Cornellà i Detrell (CUP)

2000-2011: Francesc Camps i Sagué (Entesa per Celrà)

1991-2000: Jaume Bossacoma i Vilar (De 1991 a 1995 per ERC i de 1995 a 2000 per Entesa per Celrà)

1979-1991: Bartomeu Bernabeu i Sarrió (De 1979 a 1983 per Inspiració Pluralista pel Progrés de Celrà i de 1983 a 1991 per CiU)

#### Franquisme i Transició
1977-1979: Lluís Aliu i Garriga

1976-1977: Artemi Rossell i Puigdemont

1955-1976: Josep Nebot i Nonell

1939-1955: Francisco Ramírez de Cartagena i Marcaida

#### II República
1938-1939: Àngel Graboleda i Molar

1936-1938: Isidre Rossell i Gimbernat

1935-1936: Josep Gimbernat i Casanovas

1935: Joan Vicens i Vives

1934-1935: Lluís Camps i Parer

1934: Isidre Rossell i Gimbernat

1933:1934: Benet Gallostra

1930-1933: Joan Pagans i Llauró

### Referèndum per la independència (1 d'octubre 2017)
La participació dels celranenc i celranenques en el referèndum vinculant va ser de 2022 persones, que representaren el 64,81% de la població amb dret a vot.
Els resultats van ser els següents: SÍ: 1914 (94,8%) NO: 64 (3,2%) BLANC: 32 (1,6%) NUL: 10 (0,5%)

### Consulta per la Independència de 2009
La participació dels celranencs i celranenques en la consulta popular va arribar a les 993 persones, que representaren el 29,18% de la població amb dret a vot.
Els resultats van ser els següents:
SÍ: 956 (96,37%)
NO: 15 (1,51%)
BLANC: 21 (2,12%)
NUL: 1 (0,10%)

### Agermanaments
- Alenyà (Pirineus Orientals)

## Esports
L'equip de futbol de Celrà és l'U.C.E. Celrà que està situat en la tercera divisió regional. L'equip de bàsquet és el CE Joventut Celrà,